# Om du var här (album av Lill Lindfors)
Om du var här är ett studioalbum av Lill Lindfors, släppt 1986 skivmärket Polar. Det placerade sig som högst på 27:e plats på den svenska albumlistan.

## Låtlista
1. Säj det (Tell Me)
2. Det bästa i mitt liv (The Best Days of My Life)
3. Kom dansa i natt
4. Om du var här (All through the Night)
5. Den sjungande linden
6. När nattens dimma lättat
7. Låt mej komma nära dej (Let Me Get to Love You)
8. De' e' så man dånar
9. Kom tillbaka (Toughen up)
10. Värm mina drömmar

## Listplaceringar
| Lista (1986) | Topplacering |
| ------------ | ------------ |
| Sverige      | 27           |

## Medverkande
- Akustisk gitarr - Mats Bergström (spår: 5, 10)
- Arrangerad av - Anders Neglin, Bengt Palmers
- Bakgrundssång - Agneta Olsson (spår: 3, 5, 7), Caj Högberg (spår: 3, 5, 8), Mikael Rickfors (spår: 6, 9), Monica Svensson (spår: 3, 5, 7), Roger Pontare (spår: 3, 5, 6, 8, 9), Tommy Nilsson (spår: 3, 5, 6, 8, 9), Vicki Benckert (spår: 3, 5, 7)
- Fagott - Uno Björkhammar (spår: 3, 7)
- Elgitarr - Chino Mariano (spår: 6, 9), Henrik Jansson (spår: 3, 5, 8), Torbjörn Stener (spår: 4, 7, 9)
- Elektroniska trummor, trumprogrammering - Magnus Persson (spår: 1, 6), Rolf Alex (spår: 3, 4, 7, 9), Åke Sundkvist (spår: 8)
- Executiv producent - Anders Burman, Stikkan Anderson
- Mixad av - Michael B. Tretow
- Oboe - Katarina Johansson (spår: 2, 5, 9)
- Fotografi - Denise Grünstein
- Producent - Bengt Palmers
- Inspelad av - Michael B. Tretow, Paris Edvinsson
- Saxofon - Johan Stengård (spår: 8, 9)
- Sequencad av, programmerad av, klaviatur - Anders Neglin